# Viiratsi
Viiratsi è un ex comune dell'Estonia situato nella contea di Viljandimaa, nell'Estonia meridionale; classificato come comune rurale, il centro amministrativo era l'omonimo borgo (in estone alevik).
Nel 2013 è confluito, insieme a Paistu, Pärsti e Saarepeedi, nel nuovo comune rurale di Viljandi.

## Località
Oltre al capoluogo, il centro abitato comprende 21 località (in estone küla).
Jõeküla - Kibeküla - Kuudeküla - Loime - Mäeltküla - Mähma - Rebaste - Ridaküla - Ruudiküla - Saareküla - Surva - Tänassilma - Tusti - Tõnuküla - Uusna - Valma - Vana-Võidu - Vanavälja - Vardja - Vasara - Verilaske